# Dorfkirche Mechelroda

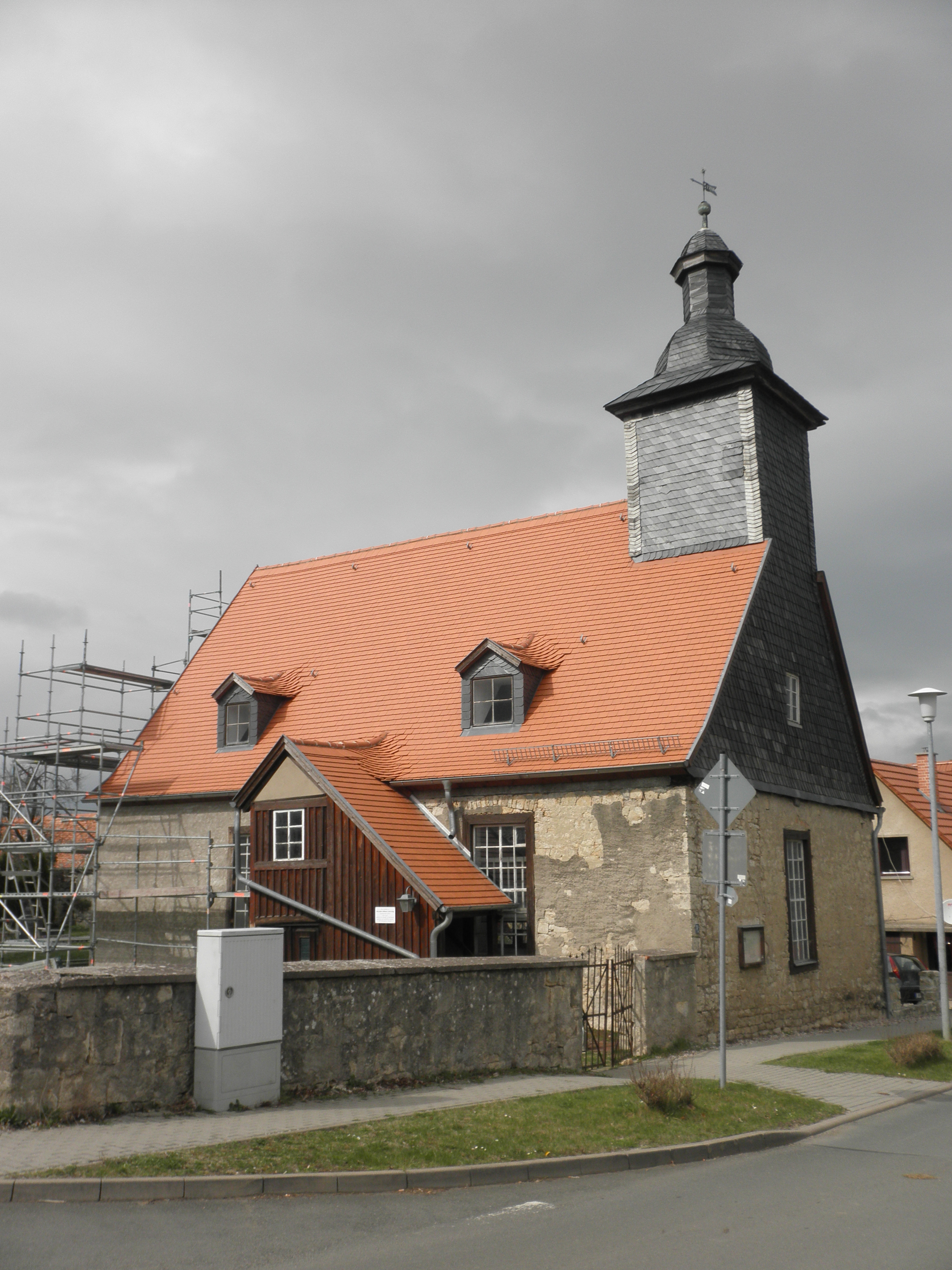
Die Kirche, Foto von 2012

Die evangelische Dorfkirche Mechelroda steht in der Gemeinde Mechelroda im Landkreis Weimarer Land in Thüringen. Sie gehört zur Kirchengemeinde Buchfart im Kirchenkreis Weimar der Evangelischen Kirche in Mitteldeutschland.

## Lage
Die Dorfkirche befindet sich zentral im Dorf.

## Geschichte
Das Gotteshaus wurde 1707 neugebaut. Alte Teile der Vorgängerin wurden einbezogen. In einem wieder verwendeten Stein über der Westfassade steht die Jahrzahl 1682. Vor dem Altarstipes ist der Grabstein für Anna von Nesselrot von 1581.

## Architektur
Sie ist ein Rechteckbau mit Satteldach und auf der Ostseite befindet sich der Kirchturm als Dachreiter mit einer zweifach geschwungener Barockhaube und kleinen Glocken aus dem Jahr 1812. Der Kirchenraum ist eine schlichte dreischiffige Emporenhalle mit Muldendecke über dem Mittelschiff und zwei Emporengeschossen.
1999 wurde das Kirchendach neu eingedeckt. Die Sanierung der Mauern steht bevor.

## Ausstattung

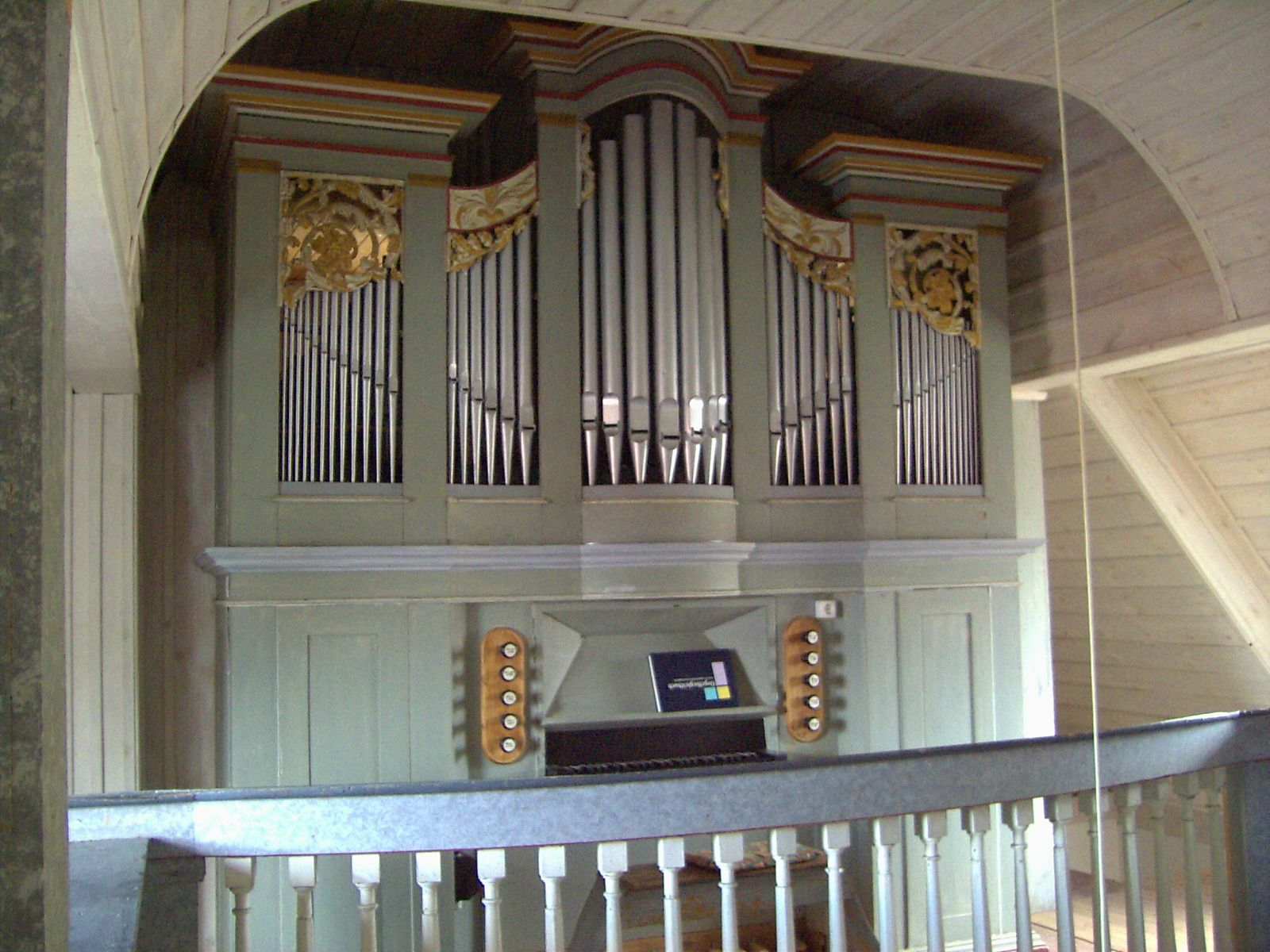
Orgel in der Kirche zu Mechelroda

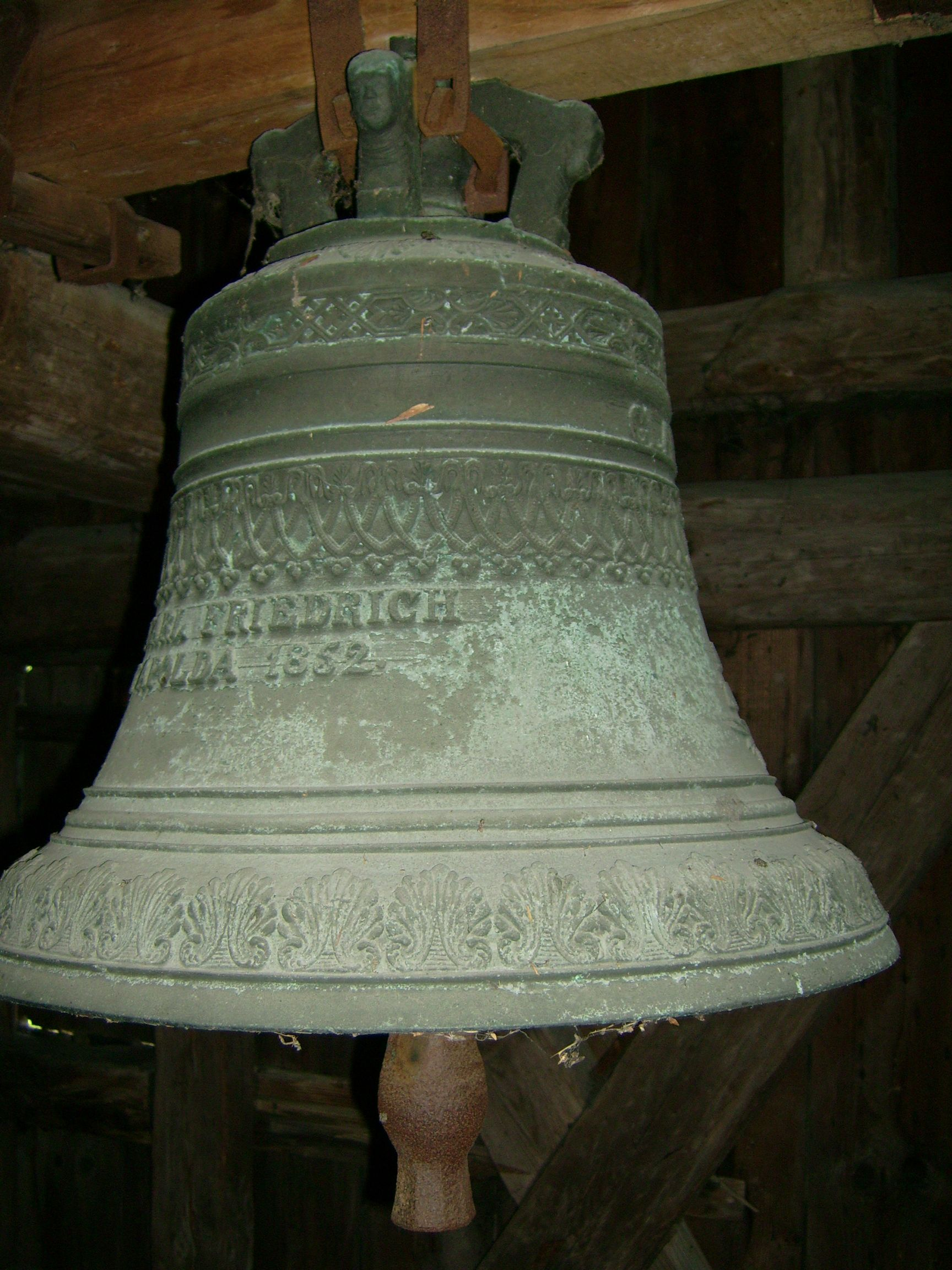
Glocke der Kirche zu Mechelroda, gegossen 1852 in Apolda

Die Kirche besitzt ein einheitliches Erscheinungsbild, innen mit Holzbänken und Herrensitz auf der ersten Empore und einem Kanzelaltar. Der Altar ist nach Westen gerichtet.
Über einen kleinen Vorbau gelangt man in die Kirche oder über eine kleine Treppe zur unteren Empore. Auf der oberen Empore steht die Orgel, geschaffen und eingebaut 1834 von den Gebrüdern Witzmann aus Stadtilm.

## Trivia
Auf der Orgel spielte der im Ort geborene Alexander Wilhelm Gottschalg (1827–1908), ein Freund von Franz Liszt und Hoforganist am Weimarer Fürstenhof.